# Medaglie di Pisanello

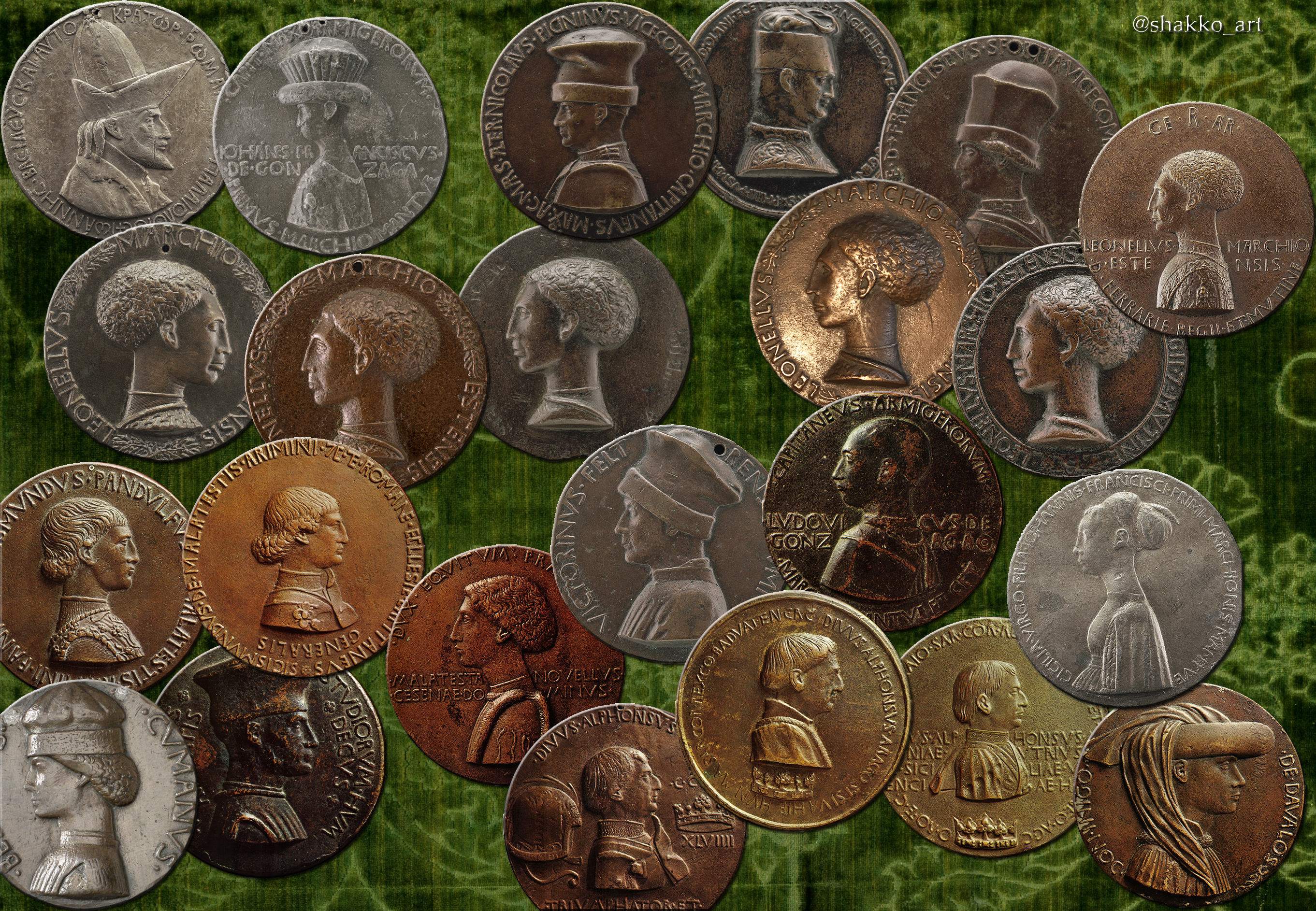
Una composizione delle medaglie di Pisanello

Pisanello fu uno dei più grandi medaglisti di tutti i tempi, forse il maggiore di sempre, come testimoniano storici dell'arte quali Federico Zeri. Fu il primo a reinventare il genere come lo concepiamo ancora oggi: un ritratto sul recto e un'impresa simbolica, sul verso.

## Descrizione
Le medaglie dei signori delle corti italiane (Gonzaga, Este, Malatesta, Visconti, d'Aragona, ecc.) ebbero uno straordinario successo, grazie al connubio perfettamente equilibrato tra idealizzazione e realismo. I potenti della sua epoca erano effigiati di profilo sul recto, come nelle monete romane, mentre sul verso si trovavano scene allegoriche o figure simboliche altamente evocative. Il tutto era spesso correlato da motti, simboli e attributi vari, secondo un programma celebrativo colto, sintetico e mai retorico, che fa di ogni esemplare un vero e proprio capolavoro.
Quasi sempre la dimensione della medaglia veniva, in certo senso, calibrata sull'importanza del personaggio: la medaglia del Paleologo, quelle di re Alfonso e dei signori italiani si aggirano sui dieci centimetri di diametro; quelle degli umanisti e dei dignitari di corte sugli 8-6 cm. Fanno eccezione le medaglie di Leonello d'Este, piuttosto piccole.
Le medaglie di Pisanello, ammiratissime fin dalla sua epoca, erano coniate in numero molto esiguo di esemplari: ad esempio Leonello d'Este in una lettera del 1448 fa capire che della medaglia di Pier Candido Decembrio sono stati eseguiti solo due esemplari, uno per l'interessato e uno trattenuto dal duca di Ferrara.
Le medaglie, di solito coniate in varie decine di copie da far circolare nelle altre corti e nel territorio, sono conservate nelle più prestigiose raccolte del mondo: al Cabinet des Médailles di Parigi, al medagliere del Museo nazionale del Bargello di Firenze, alla National Gallery of Art di Washington, al Victoria and Albert Museum di Londra, ecc.

## Elenco
| Recto | Verso | Titolo                                            | Dedica                        | Anno       | Diametro (cm) |
| ----- | ----- | ------------------------------------------------- | ----------------------------- | ---------- | ------------- |
|       |       | Medaglia di Giovanni VIII Paleologo               | Giovanni VIII Paleologo       | 1438       | 10,20         |
|       |       | Medaglia di Gianfrancesco I Gonzaga               | Gianfrancesco I Gonzaga       | 1439-1440  | 10            |
|       |       | Medaglia di Niccolò Piccinino                     | Niccolò Piccinino             | 1439-1440  | 8,85          |
|       |       | Medaglia di Filippo Maria Visconti                | Filippo Maria Visconti        | 1441       | 10,2          |
|       |       | Medaglia di Francesco Sforza                      | Francesco Sforza              | 1442       | 8,80          |
|       |       | Prima medaglia di Lionello d'Este                 | Lionello d'Este               | 1441-1443  | 6,50          |
|       |       | Seconda medaglia di Lionello d'Este               | Lionello d'Este               | 1441-1444  | 7             |
|       |       | Terza medaglia di Lionello d'Este                 | Lionello d'Este               | 1441-1444  | 6,85          |
|       |       | Quarta medaglia di Lionello d'Este                | Lionello d'Este               | 1441-1444  | 6,6           |
|       |       | Quinta medaglia di Lionello d'Este                | Lionello d'Este               | 1441-1444  | 6,9           |
|       |       | Sesta medaglia di Lionello d'Este                 | Lionello d'Este               | 1444       | 10,1          |
|       |       | Prima medaglia di Sigismondo Pandolfo Malatesta   | Sigismondo Pandolfo Malatesta | 1445       | 9             |
|       |       | Seconda medaglia di Sigismondo Pandolfo Malatesta | Sigismondo Pandolfo Malatesta | 1445       | 10            |
|       |       | Medaglia di Novello Malatesta                     | Novello Malatesta             | 1445       | 8,5           |
|       |       | Medaglia di Vittorino da Feltre                   | Vittorino da Feltre           | 1447 circa | 6,5           |
|       |       | Medaglia di Ludovico III Gonzaga                  | Ludovico III Gonzaga          | 1447       | 10,1          |
|       |       | Medaglia di Cecilia Gonzaga                       | Cecilia Gonzaga               | 1447       | 8,7           |
|       |       | Medaglia di Belloto Cumano                        | Belloto Cumano                | 1447       | 8             |
|       |       | Medaglia di Pier Candido Decembrio                | Pier Candido Decembrio        | 1447-1448  | 8             |
|       |       | Prima medaglia di Alfonso V di Aragona            | Alfonso V d'Aragona           | 1449       | 11            |
|       |       | Seconda medaglia di Alfonso V di Aragona          | Alfonso V d'Aragona           | 1449       | 10,6          |
|       |       | Terza medaglia di Alfonso V di Aragona            | Alfonso V d'Aragona           | 1449       | 10,8          |
|       |       | Medaglia di Inigo d'Avalos                        | Inigo d'Avalos                | 1449       | 7,8           |

Esistono poi medaglie non firmate, di attribuzione dubbia (come una di Lionello d'Este col vaso estense sul retro), e alcune medaglie citate dalle fonti (come Vasari, Giovio, Basinio e il Porcellio) delle quali non si conosce però nessun esemplare. Si tratta di una quarta medaglia di Alfonso V d'Aragona, una di Giovanni Aurispa, una di Basinio Basini, una di Braccio da Montone, una di Giovanni Caracciolo, una di Borso d'Este, una di Ercole I d'Este, una di Carlo Gonzaga, una di Guarino Veronese, una di un Malatesta, forse Carlo, una di Sigismondo Pandolfo Malatesta con Isotta degli Atti, una di Maometto II, una di papa Martino V, una di Filippo de' Medici, una seconda di Giovanni VIII Paleologo, una di Giannantonio de' Pandoni, una seconda di Niccolò Piccinino, una di Tito Vespasiano Strozzi e una forse di Giovanni Toscanella. Non è da escludere che in alcuni casi le fonti antiche si siano sbagliate attribuendogli medaglie coniate da altri, ma spesso di questi personaggi citati non si conosce alcuna effigie su medaglia.